# Dark pattern
Dark pattern, v doslovném překladu „temný vzorec”, je druh uživatelského rozhraní v online prostředí, které bylo pečlivě navrženo za účelem oklamat uživatele a přimět jej k nevědomé nebo zavádějící akci. Příkladem mohou být bonusové produkty, které vám při nákupu rázem přistanou v košíku, prodej předraženého pojištění, nevědomé přihlášení k pravidelnému odchodu plateb z bankovních účtů či zakliknutí matoucích tlačítek s nejasným významem na webových stránkách. Dark pattern je známý také jako „klamavá forma design patternu”.
Návrhář uživatelského prostředí Harry Brignull přišel s neologismem 28. července 2010 na popud nekalých praktik nízkonákladové aerolinky, která prodávala pojištění pochybnými způsoby. Založil stránku darkpattern.org, sloužící jako online knihovna klamavých vzorců s jasným cílem – odhalit, pojmenovat a potupit klamavé formy uživatelských rozhraní. Web aktuálně funguje pod názvem Deceptive Patterns a je veden skupinou právních expertů.
V roce 2021 vytvořily organizace Electronic Frontier Foundation a Consumer Reports krizovou linku pomoci, aby k tématu nashromáždily co nejvíce informací od široké veřejnosti.

## Druhy dark patternu

### Privacy Zuckering
Navádí uživatele ke zveřejnění více osobních údajů, než původně zamýšleli. V roce 2010 pattern pojmenoval Tim Jones po zakladateli a CEO Facebooku Marku Zuckerbergovi, když se snažil upozornit na slabou ochranu osobních údajů na sociální síti.

### Bait-and-switch
Nabízí uživateli produkt za zvýhodněnou cenu, načež po prokliknutí dochází ke zdražení nebo záměně za méně kvalitní produkt. Pattern je typický například pro zprostředkovatele letenek.

## Příklady dark patternů
- Při přijímání souborů cookies nebo nabídek personalizované reklamy (zlepšeného uživatelského prostředí), jsou konfirmační tlačítka, z kterých stránka profituje, provedeny v graficky přívětivé formě, čímž lidské oko manipulují k jejich zakliknutí.[7]
- U nabídky optimalizované reklamy jsou pojmy jako „sběr dat“ nebo „zacílení“, nahrazovány líbivými termíny jako „aktivita“ nebo „personalizace“, které jsou sice mnohem méně výstižné, zato méně odstrašující.[7]
- Tlačítko pro zavření reklamy je tak drobné, že ho nelze zakliknout a nevyhnutelně dochází k jejímu otevření.[7]
- Stránky maximálně ztěžují veškeré možnosti odhlášení (cookies, smazání účtu, newsletter apod.) za pomoci zavádějícího jazyka nebo nadměrně složitého procesu.[1]

## Soudní spory
Společnosti, které využívají dark patternu ve vlastní prospěch, bývají často sankcionovány. Mezi nejvýznamnější případy zneužití uživatelské důvěry lze zařadit například kauzu herní společnosti Epic Games, která využívala klamavých vzorců v transakčním systému hry Fortnite. V rámci kompenzace poškozených musela zaplatit pokutu ve výši 245 milionů dolarů.